# My Generation (음반)
| 전문가 평가                   | 전문가 평가 |
| 평가 점수                     | 평가 점수   |
| 출처                          | 점수        |
| ----------------------------- | ----------- |
| AllMusic                      | [ 1 ]       |
| MusicHound Rock               | 3/5         |
| PopMatters                    | 9/10        |
| The Rolling Stone Album Guide | [ 6 ]       |
| Tom Hull – on the Web         | B+ ()       |

《My Generation》은 1965년 12월 3일, 영국의 브런즈윅 레코드가 발매한 영국의 록 밴드 더 후의 데뷔 스튜디오 음반이다. 미국에서는 1966년 4월 25일, 데카 레코드가 커버와 약간 변형된 트랙 목록으로 《The Who Sings My Generation》으로 발매했다. 이 음반에는 로저 돌트리(보컬), 피트 타운젠드(기타), 존 엔트위슬(베이스), 키스 문(드럼)의 멤버 외에도 세션 음악가 니키 홉킨스(피아노), 지미 페이지(기타)와 보컬 그룹 아이비 리그의 공헌이 담겨 있다.
이 음반은 더 후가 첫 싱글 음반을 차트에 올린 직후 만들어졌으며, 디럭스 에디션의 소책자에 따르면, 후에 밴드에 의해 당시의 그들의 무대 공연을 정확하게 나타내지 못한 급박한 직업으로 치부되었다. 영국 차트에서 5위를 차지하며 차트에 실패하는 등 후발 음반만큼 잘 팔리지 못했지만, 비평가들은 그 이후로 이 음반을 역사상 가장 훌륭한 록 음반 중 하나로 평가했으며, 특히 그 하드 사운드에 대해 그 당시로서는 이례적으로 주목했으며 펑크 록이나 헤비 메탈과 같은 다양한 하드 록 스타일을 예고한 바 있다.

## 발매 역사
영국 발매물에는 일부 오일 드럼 옆에 서서 카메라를 올려다보는 밴드의 커버 이미지가 실렸는데, 타이틀의 빨간색과 파란색 속눈썹 문자로 얼룩진 색상과 존 엔트위슬의 어깨 위에 던져진 유니언 잭의 무늬가 새겨진 재킷이 있었다. 피트 타운젠드는 학교 스카프를 두르고 있었다. 미국 발매를 위해, 빅 벤 아래에 서 있는 밴드의 초상화로 대체되었다.
영국의 모노 음반은 영국의 모드 리바이벌이 한창이던 1979년 버진 레코드에 의해 영국에서 잠시 재발행되었다. 그 장면의 밴드들은 더 후에게 영감을 주는 직접적인 빚을 지고 있었고, 그들의 팬의 젊은 세대들은 그러한 독창적인 영향들을 탐구하기를 열망했다. 이 음반의 압력은 1980년에 절판되었는데, 이는 2002년 디럭스 에디션 리마스터까지는 〈My Generation〉의 영국 공식판이 다시 없다는 것을 의미한다.

## 곡 목록
모든 곡들은 특별한 언급이 없는 한 피트 타운젠드에 의해 작사/작곡하였다.
| #  | 제목                  | 작사·작곡     | 재생 시간 |
| -- | --------------------- | ------------- | --------- |
| 1. | 〈Out in the Street〉 |               | 2:31      |
| 2. | 〈I Don't Mind〉      | 제임스 브라운 | 2:36      |
| 3. | 〈The Good's Gone〉   |               | 4:02      |
| 4. | 〈La-La-La-Lies〉     |               | 2:17      |
| 5. | 〈Much Too Much〉     |               | 2:47      |
| 6. | 〈My Generation〉     |               | 3:18      |

| #  | 제목                       | 작사·작곡                                   | 재생 시간 |
| -- | -------------------------- | ------------------------------------------- | --------- |
| 1. | 〈The Kids Are Alright〉   |                                             | 3:04      |
| 2. | 〈Please, Please, Please〉 | 브라운, 조니 테리                           | 2:45      |
| 3. | 〈It's Not True〉          |                                             | 2:31      |
| 4. | 〈I'm a Man〉              | 보 디들리                                   | 3:21      |
| 5. | 〈A Legal Matter〉         |                                             | 2:48      |
| 6. | 〈The Ox (기악)〉          | 타운젠드, 존 엔트위슬, 키스 문, 니키 홉킨스 | 3:50      |

## 인증
| 국가                       | 인증 | 판매량/출하량 |
| -------------------------- | ---- | ------------- |
| 영국 (BPI)                 | 골드 | 100,000^      |
| ^출하량을 기반으로 한 인증 |      |               |

## 같이 보기
- 모드 (문화)